# مگنتوزوم

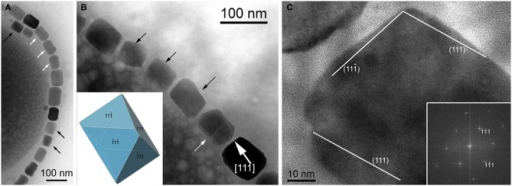
مگنتوزوم های مگنتیت در سویه SS-5 از گاماپروتئوباکتری. A) زنجیره ای از مگنتوزوم های بسیار طویل. B) قسمتی از زنجیره مگنتوزوم. C) یک کریستال مگنتیت بزرگنمایی شده از شکل B که ابعاد آن مشخص شده است.

مگنتوزوم ها ساختارهای غشاداری هستند که در باکتری های مگنتوتاکتیک (MTB) وجود دارند. آنها سرشار از ذرات مغناطیسی غنی از آهن می باشند که توسط غشاء دولایه لیپیدی احاطه شده است. هر مگنتوزوم می تواند شامل 15 تا 20 کریستال مگنتیت باشد که در زنجیره هایی قرار گرفته و مانند عقربه قطب نما برای جهت گیری باکتری های مگنتوتاکتیک در محیط های ژئومغناطیسی عمل می کند تا این باکتری ها به راحتی محیط میکروآئروفیل موردعلاقه خود را بیابند. تحقیقات اخیر نشان داده است که مگنتوزوم ها در اصل حاصل پیشروی یا درونروی غشاء داخلی بوده و وزیکول های مستقل نمی باشند. مگنتوزوم های حامل مگنتیت همچنین در یوکاریوت هایی از قبیل جلبک های مگنتوتاکتیک با چندین هزار کریستال مگنتیت یافت شده است.
به طورکلی، کریستال های مگنتوزوم دارای خلوص شیمیایی بالا، اندازه باریک، ساختار و شکل مطابق با گونه و آرایش های خاص درون سلولی هستند. این ویژگی ها نشان می دهد که شکل گیری مگنتوزوم ها تحت کنترل دقیق بیولوژیکی است و یک فرآیند باواسطه بیومینرالیزاسیون اتفاق می افتد.
باکتری های مگنتوتاکتیک معمولا یکی از اکسیدهای آهن را کانی می کنند، که شامل کریستال های مگنتوزوم مگنتیت (Fe3O4) یا سولفید آهن (کریستال های گرژیت با فرمول شیمیایی Fe3S4) هستند. چندین کانی سولفید آهن دیگر نیز در مگنتوزوم های سولفید آهن شناسایی شده اند - از قبیل mackinawite یا FeSچهارضلعی و همچنین FeS مکعبی - که به نظر می رسد که پیشسازهای Fe3O4 باشند. نوعی از باکتری های مگنتوتاکتیک حاضر در مناطق انتقالی اکسیک-آنوکسیک (OATZ) در حوضه جنوبی رودخانه پتاکوامسکوت، ناروگانسیت، رودآیلند، ایالات متحده شناخته شده است که هر دو مگنتوزوم آهن اکسید و آهن سولفید را تولید می کند.

## هدف
باکتری های مگنتوتاکتیک، باکتری هایی متحرک و گسترده هستند که اندامک خاصی به نام مگنتوزوم را کانی سازی می کنند. یک مگنتوزوم شامل کریستال هایی با مقیاس نانو از کانی مگنتیت آهن می باشد که توسط یه غشاء دو لایه لیپیدی احاطه شده است. در سلول های اکثر باکتری های مگنتوتاکتیک، مگنتوزوم ها تحت زنجیره های مرتبی سازماندهی می شوند. زنجیره مگنتوزومی باعث می شود که سلول به عنوان یک عقربه قطب‌نمای متحرک و مینیاتوری رفتار کند و در موازات خطوط میدان مغناطیسی قرار گرفته و شنا کند.
گشتاور دوقطبی سلولی به اندازه ای بزرگ است که برهمکنش آن با میدان مغناطیسی زمین، بر نیروی حرارتی غلبه کرده و جلوی جهت گیری تصادفی سلول در محیط آبی اش توسط نیروی حرارتی را می گیرد. باکتری های مگنتوتاکتیک همچنین از خاصیت آئروتاکسی بهره می برند. آئروتاکسی پاسخی به تغییر در غلظت اکسیژن است که موجب شنای باکتری به سوی منطقه ای با غلظت بهینه اکسیژن می شود. غلظت اکسیژن دریاچه‌ها و اقیانوس‌ها معمولا به عمق وابسته است. اگر میدان مغناطیسی زمین به طور قابل توجهی شیبی به سمت پایین داشته باشد، جهت‌گیری در امتداد خطوط میدان، به یافتن غلظت بهینه کمک می کند که به این پدیده، مگنتوآئروتاکسی گویند.

### سلول های مگنتوزوم مانند پستانداران
مطالعات، حضور سلول های مگنتوزوم را در بافت های عصبی انسان نشان می دهد. بیوسنتز ذرات مگنتیت در مهره‌دارانی مانند پستانداران، مانند فرآیند آن در سلول های باکتری است؛ با اینحال، مدرکی بر آن وجود ندارد. تفاوت مگنتوزوم های باکتریایی و انسانی در تعداد ذرات مگنتیت به ازای هر سلول، خوشه‌بندی ذرات در هر ارگانیسم خاص و هدف تشکیل هر مگنتوزوم است. گونه ای از باکتری های مگنتوزومیک ممکن است دارای 20 ذره مگنتیت در آرایشی خطی درون اندامکی از هر عضو آن گونه باشد. یک سلول انسان (برای مثال سلول عصبی) می تواند بین 1000 تا 10000 ذره مگنتیت را در خوشه هایی در اندامکی شکل دهد که از هر 5000 سلول یکی این اندامک را تشکیل می دهد. در نهایت، اندامک مگنتوزومی انسان، عملکردی ناشناخته دارد که در تشخیص میدان مغناطیسی زمین دخیل نیست.
1. ↑  Pósfai, Mihály; Lefèvre, Christopher T.; Trubitsyn, Denis; Bazylinski, Dennis A.; Frankel, Richard B. (2013). "Phylogenetic significance of composition and crystal morphology of magnetosome minerals". Frontiers in Microbiology. 4. doi:10.3389/fmicb.2013.00344. ISSN 1664-302X. PMC 3840360. PMID 24324461.{{cite journal}}:  نگهداری یادکرد:فرمت پارامتر PMC (link)
2. ↑  Komeili, Arash; Li, Zhuo; Newman, Dianne K.; Jensen, Grant J. (2006-01-13). "Magnetosomes Are Cell Membrane Invaginations Organized by the Actin-Like Protein MamK". Science (به انگلیسی). 311 (5758): 242–245. doi:10.1126/science.1123231. ISSN 0036-8075.
3. ↑  Bazylizinki, Dennis A.; Heywood, Brigid R.; Mann, Stephen; Frankel, Richard B. (1993-11). "Fe304 and Fe3S4 in a bacterium". Nature (به انگلیسی). 366 (6452): 218–218. doi:10.1038/366218a0. ISSN 1476-4687. {{cite journal}}: Check date values in: |date= (help)
4. ↑  Bazylinski, D A; Frankel, R B; Heywood, B R; Mann, S; King, J W; Donaghay, P L; Hanson, A K (1995-09). "Controlled Biomineralization of Magnetite (Fe(inf3)O(inf4)) and Greigite (Fe(inf3)S(inf4)) in a Magnetotactic Bacterium". Applied and Environmental Microbiology (به انگلیسی). 61 (9): 3232–3239. doi:10.1128/aem.61.9.3232-3239.1995. ISSN 0099-2240. PMC 1388570. PMID 16535116. {{cite journal}}: Check date values in: |date= (help)نگهداری یادکرد:فرمت پارامتر PMC (link)
5. ↑  Keim, Carolina N.; Martins, Juliana L.; Abreu, Fernanda; Rosado, Alexandre Soares; Barros, Henrique Lins; Borojevic, Radovan; Lins, Ulysses; Farina, Marcos (2004-11). "Multicellular life cycle of magnetotactic prokaryotes". FEMS Microbiology Letters. 240 (2): 203–208. doi:10.1016/j.femsle.2004.09.035. ISSN 0378-1097. {{cite journal}}: Check date values in: |date= (help)
6. ↑  Kirschvink, Joseph L. (1994-04-12). "Rock magnetism linked to human brain magnetite". Eos, Transactions American Geophysical Union (به انگلیسی). 75 (15): 178–179. doi:10.1029/94EO00859. ISSN 0096-3941.